# Rio Apa Râpii
O Rio Apa Râpii é um rio da Romênia afluente do rio Aleu, localizado no distrito de Bihor.